# Cinema (Samuel)
Cinema è un singolo del cantautore italiano Samuel, pubblicato il 14 maggio 2021 come terzo estratto dal secondo album in studio Brigata bianca.

## Descrizione
Il singolo ha visto la collaborazione della cantante italiana Francesca Michielin.

## Video musicale
Il video, diretto da Giacomo Triglia e girato presso la Laguna di Venezia e il palazzo del Cinema, è stato pubblicato il 30 maggio 2021 attraverso il canale YouTube del cantante. Il video è stato presentato in anteprima nelle sale appartenenti al circuito The Space Cinema per 48 ore, fino alla sera del 30 maggio.

## Tracce
Testi di Samuel Romano, Lorenzo Urciullo e Federico Nardelli.
1. Cinema (feat. Francesca Michielin) – 2:49

## Classifiche
| Classifica (2021) | Posizione massima |
| ----------------- | ----------------- |
| Italia            | 93                |